# Riverside County
Riverside County je okres na jihu státu Kalifornie v USA. K roku 2010 zde žilo 2 189 641 obyvatel. Správním městem okresu je Riverside. Celková rozloha okresu činí 18 915 km². Na východě sousedí s Arizonou.

## Sousední okresy
| Růžice kompasu |                                    | San Bernardino County |                    | Růžice kompasu |
| Růžice kompasu | Orange County                      | Sever                 | La Paz County (AZ) | Růžice kompasu |
| Růžice kompasu | Orange County                      | Riverside County      | La Paz County (AZ) | Růžice kompasu |
| Růžice kompasu | Orange County                      | Jih                   | La Paz County (AZ) | Růžice kompasu |
| Růžice kompasu | San Diego County a Imperial County |                       |                    | Růžice kompasu |